# Lineus viviparus
Lineus viviparus är en djurart som tillhör fylumet slemmaskar, och som beskrevs av Isler 1900. Lineus viviparus ingår i släktet Lineus och familjen Lineidae. Inga underarter finns listade i Catalogue of Life.